# Delizia di Benvignante
Die Delizia di Benvignante ist einer der Paläste der D’Estes in der italienischen Region Emilia-Romagna. Er liegt in der Gemeinde Argenta im Ortsteil Benvignante zwischen den Gemeindeteilen San Nicolò und Consandolo.

## Geschichte und Beschreibung
Den Palast baute Pietro Benvenuto degli Ordini 1464 für den Herzog Borso d’Este, der ihn seinem treuen Sekretär Teofilo Calcagnini schenkte. Dieser überließ das Wohnhaus den Treffen der Accademia dei Filareti. 1481 weilte dort die schöne Beatrice d’Este. Mehrmals wechselte der Palast seinen Besitzer und im 19. Jahrhundert kaufte ihn der Graf Luigi Gulinelli, dessen Wappen man heute noch über dem Eingangstor sehen kann. Dieser ließ das Gebäude umbauen, indem er es aufstocken ließ und so imposanter und quadratischer erscheinen ließ. Außerdem ließ er es mit einem vier Hektar großen Park umgeben. Er stattete es auch mit Ställen für die Zucht berühmter Rennpferde aus; die Ställe besuchte auch König Viktor Emanuel II. Heute gehört das Anwesen der Gemeinde Argenta.
Im Jahre 2000 wurde die Delizia di Benivignante zusammen mit anderen Palästen der D’Estes von der UNESCO zum Weltkulturerbe erklärt.